# Crismera

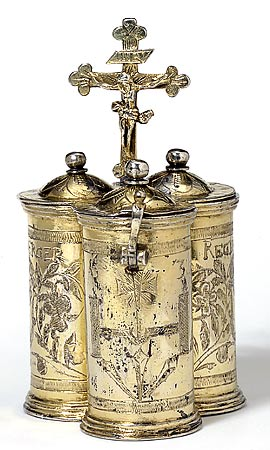
Crismera.

Se llama crismera al vaso redondo o pequeña jarra de metal con tapa destinada a guardar los Santos Óleos y el Crisma. Cuando son jarras de gran tamaño como las que se usan en las catedrales se conocen con el nombre de ánforas. Las más antiguas que existen parecen ser las botellitas de vidrio y de metal que se guardan en la catedral de Monza.
En España, no constan ejemplares auténticos anteriores al siglo XIII aun cuando sin duda, existían mucho antes. Desde por aquella época, suelen introducirse las ánforas dentro de una caja a modo de arqueta decorada. 

## Enlaces externos

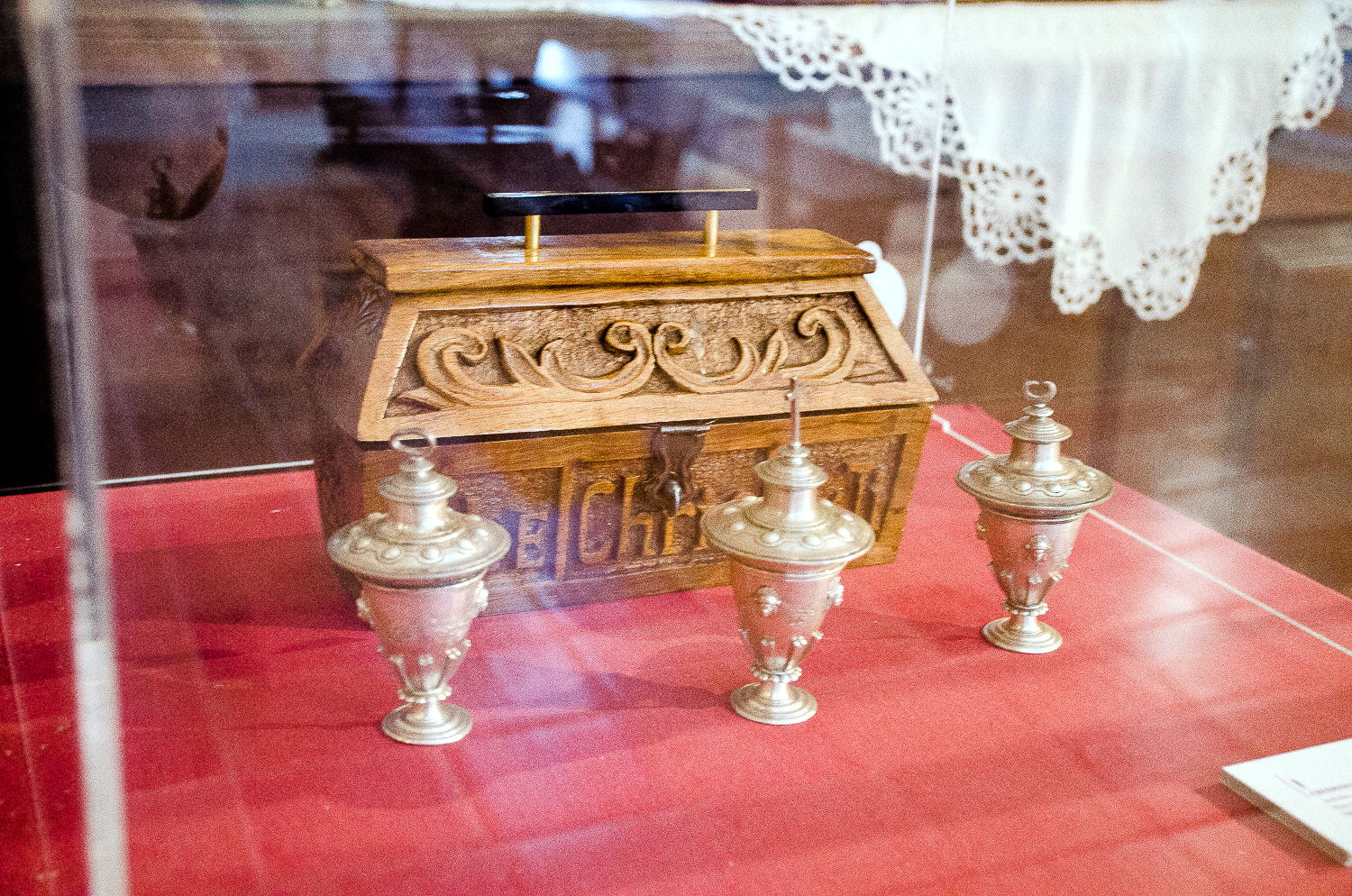
Crismeras del siglo XVI. Arqueta del siglo XX. Sasamón